# 影山流
影山流（かげやまりゅう）は日本の古武道の流派の一つ。影山神伝流剣術、居合、棒術、小具足（柔術）などが伝えられていた。
当流の伝承では、丹波の影山善賀入道は新当流剣術、静流薙刀術、三徳流三道具術、真極流柔術のほか28流の武術を修め、慶長年間に伯耆と備前の境付近の山中に籠もり、居合（当流では抜剣と呼ぶこともある）を加えて影山流を開いたとされる。ただし、この伝承に出てくる三徳流や真極流をはじめ、ほとんどの流派は江戸中期以降の付加伝である。
慶長年間に肥前国佐賀出身の佐賀重保が伊達政宗に仕え、伊達家の家臣に影山流を指南した。その後、主命により名字を「坂」に改め、坂家は代々仙台藩の影山流師範役を務めた。
この他、仙台には、影山流と鈴鹿流薙刀術を伝え、仙台藩に仕官した関口勝義の系統もある。
現在、居合と杖がわずかに伝承されており、日本古武道振興会の古武道大会などで演武されている。